# Slimbridge
Slimbridge je vesnice v Anglii. Nachází se ve Stroud District v hrabství Gloucestershire.
Slimbridge leží 150 km od Londýna při estuáru řeky Severn. Přes vesnici vede plavební kanál Gloucester and Sharpness Canal.
Sir Peter Scott v místních mokřadech založil v roce 1946 rezervaci pro vodní ptactvo o rozloze 800 hektarů, kterou spravuje Wildfowl & Wetlands Trust. Pro turisty bylo postaveno návštěvnické centrum a vyhlídková věž. Žije zde mnoho různých druhů ptáků, například labuť velká, husice liščí, jeřáb panenský, husa tibetská, polák tmavý, lžičák pestrý, hohol severní a další druhy. Slimbridge slouží také k záchraně druhů ohrožených v původním prostředí, jako je např. jespák lžicozobý.
Vesnice existovala již v 11. století a je zmíněna v Domesday Book. Kostel sv. Jana Evangelisty ze 13. století je na seznamu Listed building.
Sídlí zde fotbalový klub Slimbridge AFC.